# Expolio (bienes)
Se llaman expolios o espolios a los muebles, dinero, joyas, créditos y bienes inmuebles y semovientes que los obispos dejan a su muerte y las rentas de su dignidad, correspondientes al tiempo que media desde el fallecimiento hasta el día de la preconización del sucesor en Roma.
Desde la más remota antigüedad han pertenecido estos fondos y joyas al erario público; pues según se ve en la nota 1, cap. 6, lib. 10 de la historia de España, escrita por el P. Juan de Mariana:
á la muerte de Dalmacio, arzobispo de Santiago, acaecida el año de 1100, administraron sus rentas dos seglares. En la muerte de los prelados el rey nombraba administradores de sus rentas con aplicación al fisco; porque como los bienes de las iglesias dimanaban de la corona, a la muerte usaba esta del derecho de reversión, para aprovecharse de ella
A pesar de una regalía tan inherente a la autoridad de los soberanos a la merced de la confusión de ideas de los siglos XII y XIII, la curia romana logró apropiarse los espolios y las rentas de las mitras al fallecimiento de los prelados de España y los disfrutó hasta que en virtud del concordato ajustado entre el Fernando VI y la santidad de Benedicto XIV, en 12 de enero de 1753, quedaron a disposición del rey para aplicarlos a los usos que prescriben los cánones.